# Masyw Czesko-Morawski

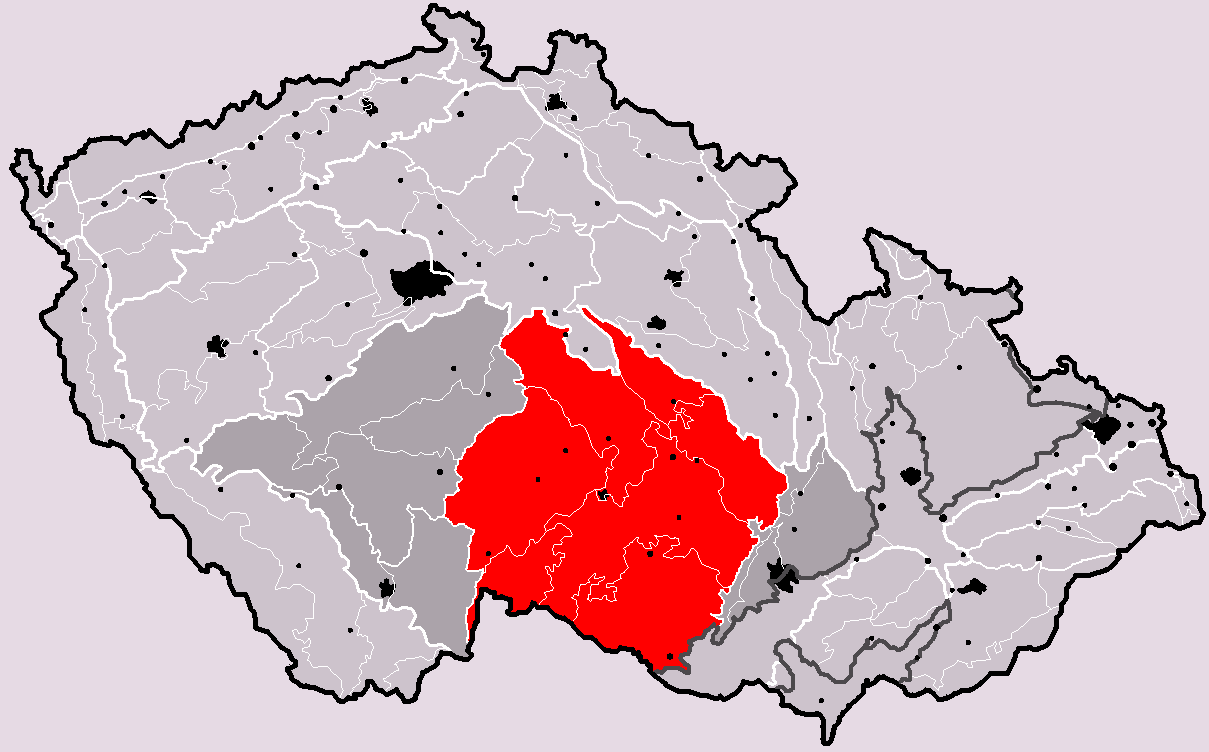
Położenie Masywu Czesko-Morawskiego

Masyw Czesko-Morawski, Masyw Czeskomorawski (czes. Českomoravská vrchovina, dawniej Českomoravská krabatina lub Českomoravská vysočina, ludowe Vysočina) – makroregion w obrębie Masywu Czeskiego, leżący w środkowej części Wyżyny Czesko-Morawskiej.
Obejmuje południowo-wschodnią część Czech oraz południowo-zachodnią część Moraw (stąd jego nazwa), a także niewielki fragment północnej Austrii.
Jest to kraina górzysta i pagórkowata.
Leży w dorzeczu Wełtawy, dopływu Łaby, oraz dorzeczu rzeki Dyi, dopływu Morawy i Dunaju.
Graniczy na południowym zachodzie z Kotlinami Południowoczeskimi (czes. Jihočeské pánve), na zachodzie z Wyżyną Środkowoczeską (czes. Středočeská pahorkatina), na północy z Płytą Środkowoczeską (czes. Středočeská tabule), na północnym wschodzie z Płytą Wschodnioczeską (czes. Východočeská tabule), na wschodzie z Wyżyną Brneńską (czes. Brněnská vrchovina i na południowym wschodzie z Podkarpaciem Zachodnim (czes. Západní Vněkarpatské sníženiny).

## Podział
- Pogórze Górnosazawskie (czes. Hornosázavská pahorkatina)
  - Równina Kutnohorska (czes. Kutnohorská plošina)
  - Pogórze Swietelskie (czes. Světelská pahorkatina)
  - Pogórze Hawliczkobrodskie (czes. Havlíčkobrodská pahorkatina)
  - Rów Jihlawsko-Sazawski (czes. Jihlavsko-sázavská brázda)

- Góry Żelazne (czes. Železné hory)
  - Pogórze Chwaletickie (czes. Chvaletická pahorkatina)
  - Wyżyna Seczska (czes. Sečská vrchovina)

- Wyżyna Górnoswratecka (czes. Hornosvratecká vrchovina)
  - Góry Ździarskie (czes. Žďárské vrchy)
  - Wyżyna Nedwiedzicka (czes. Nedvědická vrchovina)

- Wyżyna Krzemesznicka (czes. Křemešnická vrchovina)
  - Pogórze Jindrzichohradeckie (czes. Jindřichohradecká pahorkatina)
  - Pogórze Pacowskie (czes. Pacovská pahorkatina)
  - Pogórze Żeliwskie (czes. Želivská pahorkatina)
  - Wyżyna Humpolecka (czes. Humpolecká vrchovina)

- Wyżyna Jaworzycka (czes. Javořická vrchovina)
  - Góry Jihlawskie (czes. Jihlavské vrchy)
  - Wyżyna Nowobystrzycka (czes. Novobystřická vrchovina)

- Wyżyna Krzyżanowska (czes. Křižanovská vrchovina)
  - Wyżyna Biteszska (czes. Bítešská vrchovina)
  - Wyżyna Bratnicka (czes. Brtnická vrchovina)
  - Kotlina Daczyńska (czes. Dačická kotlina)

- Wyżyna Jewiszowicka (czes. Jevišovická pahorkatina)
  - Kotlina Jemnicka (czes. Jemnická kotlina)
  - Pogórze Bitowskie (czes. Bítovská pahorkatina)
  - Kotlina Jaromierzycka (czes. Jaroměřická kotlina)
  - Pogórze Znojemskie (czes. Znojemská pahorkatina)